# روبن گریگوریان (مهندس)
روبن آرامائیسی گریگوریان (ارمنی: Ռուբեն Արամայիսի Գրիգորյան؛  زادهٔ ۱۱ نوامبر ۱۹۱۷ - درگذشته ۲۵ نوامبر ۱۹۷۶) مهندس اهل ارمنستان بود.

## زندگی‌نامه
وی در ۱۱ نوامبر ۱۹۱۷ در قارص به دنیا آمد و از دانشگاه دولتی استخراج معدن مسکو فارغ‌التحصیل گشت. همچنین برندهٔ جوایزی همچون قهرمان کار سوسیالیست، نشان لنین، نشان پرچم سرخ کار، جایزه لنین، جایزه استالین و جایزه دولتی اتحاد شوروی شده‌است. وی در ۲۵ نوامبر ۱۹۷۶ در سن ۵۹ سالگی در مسکو درگذشت.